# مبادرات الصحة العالمية
مبادرات الصحة العالمية هي مبادرات إنسانية تعمل على جمع وصرف أموال إضافية للأمراض المعدية - مثل الإيدز والسل والملاريا - من أجل التحصين وتعزيز النظم الصحية في البلدان النامية. تصنف المؤشرات الصحية العالمية نوعًا من المبادرات العالمية، والتي يتم تعريفها على أنها جهد منظم يدمج مشاركة المنظمات والأفراد وأصحاب المصلحة في جميع أنحاء العالم لمعالجة قضية عالمية (على سبيل المثال: تغير المناخ وحقوق الإنسان وما إلى ذلك.).
ومن الأمثلة على المؤشرات الصحية العالمية خطة الرئيس الطارئة للإغاثة من الإيدز، والصندوق العالمي لمكافحة الإيدز والسل والملاريا (الصندوق العالمي)، وبرنامج البنك الدولي لمكافحة الإيدز متعدد البلدان ، والتي تركز جميعها على فيروس نقص المناعة البشرية / الإيدز. يركز تحالف اللقاحات العالمي على التحصين، خاصة فيما يتعلق ببقاء الطفل.

## وظائف (مبادرة الصحة العالمية)
فيما يتعلق ببنيتها المؤسسية، فإن المؤشرات الصحية المشتركة ليس لديها الكثير من القواسم المشتركة مع بعضها البعض. فيما يتعلق بوظيفتها - على وجه التحديد قدرتها على جمع الأموال وإنفاقها، وتوفير الموارد وتنسيق و / أو تنفيذ مكافحة الأمراض في بلدان متعددة - فإن المؤشرات الصحية المشتركة تشترك في أرضية مشتركة، حتى إذا كانت الآليات التي يتم من خلالها أداء كل من هذه الوظائف مختلفة.
إن مبادرة بيبفار - وهي مبادرة أنشأتها إدارة بوش عام 2003 - وبيبفار 2 (خليفة بيبفار في عام 2009 في ظل إدارة أوباما ) هي اتفاقيات ثنائية بين الولايات المتحدة ومتلقية لمساعدتها الإنمائية لفيروس نقص المناعة البشرية / الإيدز - وهي عادة منظمة دولية غير حكومية أو حكومة دولة متلقية. يعد الصندوق العالمي، الذي تأسس في عام 2002، والتحالف العالمي للقاحات والتحصين، الذي تم إطلاقه في عام 2000، شراكات بين القطاعين العام والخاص تعمل على جمع الأموال وإنفاقها لعلاج الإيدز والسل والملاريا وللتحصين واللقاحات. البنك الدولي مؤسسة مالية دولية. وهي أكبر مصدر لتمويل فيروس نقص المناعة البشرية / الإيدز داخل منظومة الأمم المتحدة ولديها مجموعة من برامج فيروس نقص المناعة البشرية / الإيدز تعود إلى عام 1989. في عام 2000، أطلق البنك المرحلة الأولى من استجابته لفيروس نقص المناعة البشرية / الإيدز في أفريقيا جنوب الصحراء الكبرى - برنامج الإيدز متعدد البلدان (MAP). وقد انتهى ذلك في عام 2006 عندما دخلت مرحلة ثانية - برنامج العمل 2007-11 - حيز التنفيذ.

## تمويل (مبادرة الصحة العالمية)
منذ عام 1989، خصص البنك الدولي حوالي 4.2 مليار دولار أمريكي في شكل قروض وأرصدة للبرامج، وقام بصرف 3.1 مليار دولار أمريكي. من هذا المجموع، التزمت خطة عمل البحر المتوسط للبنك 1.9 مليار دولار منذ عام 2000. من خلال المساهمات الثنائية لبرامج مكافحة فيروس نقص المناعة البشرية / الإيدز والسل والتبرعات للصندوق العالمي، تبرعت بيبفار بنحو 25.6 مليار دولار أمريكي منذ عام 2003. في يوليو 2008، أعاد مجلس الشيوخ الأمريكي الموافقة على مبلغ إضافي قدره 48 مليار دولار أمريكي على مدى خمس سنوات لخطة بيبفار 2، حيث تم طلب 6.7 مليار دولار أمريكي للعام المالي 2010. وخلال الفترة 2001-2010، تعهد المانحون بتقديم 21.1 مليار دولار أمريكي للصندوق العالمي، منها 15.8 مليار دولار أمريكي دفعها المانحون للصندوق. وافق جافي على 3.7 مليار دولار أمريكي للفترة 2000-2015 

## الاقتصاد السياسي للمؤسسات الصحية
يختلف مقدار الأولوية السياسية الممنوحة لمبادرات الصحة العالمية بين السلطات الحاكمة الوطنية والدولية. على الرغم من أن الأدلة تشير إلى وجود عدم تكافؤ بين تخصيص الموارد للمبادرات المتعلقة بقضايا مثل تحصين الأطفال، وفيروس نقص المناعة البشرية / الإيدز، وتنظيم الأسرة مقارنةً بمبادرات الاضطرابات الثقيلة مثل سوء التغذية والالتهاب الرئوي، فإن مصدر هذا التباين غير معروف بسبب لعدم وجود بحث منهجي يتعلق بهذا الموضوع. تُعرَّف الأولوية السياسية العالمية بأنها مدى معالجة القادة السياسيين الوطنيين والدوليين لقضية ذات اهتمام دولي من خلال الدعم في أشكال رأس المال البشري والتكنولوجيا و / أو التمويل من أجل المساعدة في الجهود المبذولة لحل المشكلة. يتم إظهار الأولوية السياسية العالمية من خلال القادة الوطنيين والدوليين الذين يعربون عن القلق المستمر من القطاعين العام والخاص، والمنظمات السياسية والمنظمات التي تضع سياسات للمساعدة في التخفيف من حدة المشكلة، والوكالات الوطنية والدولية التي توفر مستويات الموارد التي تعكس شدة الأزمة. 
يعتمد مقدار الاهتمام الذي تحظى به مبادرة عالمية معينة بشكل كبير على قوة وسلطة الجهات الفاعلة المرتبطة بالقضية، وقوة وتأثير الأفكار التي تحدد وتصف القضية، وقوة السياقات السياسية التي تؤطر البيئات التي تعمل فيها الجهات الفاعلة من أجل معالجة المشكلة، وكذلك وزن وقوة خصائص القضية التي تشير إلى شدة المشكلة (أي: المؤشرات الإحصائية، ومقاييس الخطورة، وفعالية التدخلات المقترحة، وما إلى ذلك.). العوامل التي تشمل قابلية القياس الموضوعي، وقابلية التوسع للتدخّل والتدخلات المقترحة، والقدرة على تتبع ورصد التقدم، وخطر الضرر المدرك، فضلاً عن بساطة الحلول المقترحة والقدرة على تحمل تكلفتها، تساهم جميعها في الدرجة التي من المرجح أن تتلقى فيها مبادرة عالمية معينة سياسية انتباه. 
ومع ذلك، فقد أظهرت دراسات الحالة أن احتمالية المبادرات العالمية التي تحظى باهتمام الجمهور والسياسة لا تقتصر على العوامل المذكورة أعلاه. على سبيل المثال، تستمر المبادرات المتعلقة بالقضاء على شلل الأطفال في تلقي موارد كبيرة على الرغم من العبء العالمي الصغير نسبيًا للأمراض مقارنة بالأمراض المزمنة مثل السرطان، وأمراض القلب والأوعية الدموية، والسكري، وبعض الأمراض المعدية مثل الالتهاب الرئوي التي تجذب نسبًا أقل من الموارد العالمية بغض النظر عن من ارتفاع معدلات المراضة والوفيات المرتبطة بهذه الأمراض. تسلط هذه الحالات الضوء على الحاجة إلى طرق بحث واسعة وإجراءات تقييم لتقييم الأوزان السببية النسبية للعوامل المستخدمة لتحديد كيفية إسناد الأولوية السياسية العالمية إلى المبادرات الصحية العالمية. كما تُنسب المناقشات الحالية عوامل مثل التأثيرات المتزايدة للعولمة الاقتصادية والمنظمات الدولية والفاعلين الاقتصاديين الذين لديهم القليل من الإحالات الصحية السابقة أو معدومة حيث يساهم كل منهم في تطور الحوكمة الصحية العالمية.  

## أثر المؤشرات الصحية على النظم الصحية القطرية
هناك الكثير من النقاش حول مدى تأثير حجم هذه الأموال الإضافية على تأثيرات متعددة تؤثر سلبًا و / أو تؤثر سلبًا على كل من النظم الصحية والنتائج الصحية لأمراض معينة. يفرض تقييم الأثر المباشر للمخاطر الصحية على أمراض وأنظمة صحية معينة تحديات تتعلق بمسألة عزو تأثيرات معينة إلى المؤشرات الصحية الفردية  على هذا النحو، فإن الاستجابة الشائعة في تقييمات مؤشرات مبادرات الصحة العالمية هي الاعتراف بالقيود المتأصلة في إنشاء السلاسل السببية في بيئة الصحة العامة المعقدة للغاية، واستناد الاستنتاجات إلى البيانات الملاءمة الناتجة عن الاتجاهات التي تظهر نموًا كبيرًا في المؤشرات العملية والتأثير.
ومع ذلك، فإن الأدبيات الموجودة تجادل بأن هذا النهج تجاه تقييم المؤشرات الصحية يمكن أن يؤدي عن غير قصد إلى تجاهل تأثير المحددات الاجتماعية على المرض، حيث أن المنفذين والمقيّمين أقل عرضة لمعالجة تعقيد المرض داخل المجتمع الاجتماعي والسياسي والثقافي والنظام البيئي. حتى إذا تم تقييم المؤشر العالمي للتحصين بشكل فعال - ربما يظهر انخفاضًا في انتشار المرض - يبقى التحدي المتمثل في التحليل الشامل للتأثيرات طويلة المدى للمرض من خلال معالجة الأسباب الاجتماعية أو السياسية أو البيئية الجذرية للمرض. وبناءً على ذلك، تشير المناقشات الحالية إلى أن المؤشرات الصحية البشرية يجب أن تكون أقل اهتمامًا بالقضاء على أمراض معينة، وبدلاً من ذلك يجب أن تركز في المقام الأول على عوامل مثل الظروف المعيشية الأساسية والصرف الصحي والحصول على الأطعمة المغذية - والتي تعد ضرورية لتقديم برنامج صحي مستدام.
قام عدد قليل من المؤسسات بالتشكيل، ولا تزال تشكل البحوث حول مباددرات الصحة العالمية. في عام 2003، ابتكر باحثون في شركة Abt Associates إطارًا مؤثرًا لفهم التأثيرات على نطاق المنظومة للصندوق العالمي والتي أبلغت الكثير من الأبحاث اللاحقة، بما في ذلك دراساتهم الخاصة حول التأثيرات على مستوى النظام للصندوق العالمي في بنين وإثيوبيا وجورجيا ومالاوي - يُشار إليها غالبًا باسم دراسات "SWEF".
تستمر شركة Abt في دعم البحث المستمر حول آثار مبادرات الصحة العالمية في العديد من البلدان. كما أن مركز التنمية العالمية ومقره واشنطن كان نشطًا جدًا في تحليله للمؤشر الصحي العالمي، وخاصة تمويل خطة الرئيس الطارئة للإغاثة من مرض الإيدز. يعد رصد فيروس نقص المناعة البشرية / الإيدز في المركز قراءة أساسية للباحثين عن المؤشرات الصحية. من خلال محاور في لندن ودبلن، قامت شبكة مبادرات الصحة العالمية بتنسيق ودعم البحوث في 22 دولة حول آثار المؤشرات الصحية على الأنظمة الصحية القائمة.
تأتي معرفة تأثيرات مبادرات الصحة العالمية على أمراض معينة وعلى الأنظمة الصحية من مصادر متعددة. تمكن الدراسات الطولية الباحثين من إنشاء بيانات خط الأساس ومن ثم تتبع وتقارن آثار مبادرات الثصحة العالمية على السيطرة على المرض أو النظم الصحية القطرية بمرور الوقت. بالإضافة إلى دراسات SWEF الخاصة بشركة Abt Associates ، كانت هناك أمثلة مبكرة إضافية لهذا النوع من التحليل كانت عبارة عن دراسات متعددة البلدان لمدة ثلاث سنوات للصندوق العالمي في موزمبيق وتنزانيا وأوغندا وزامبيا. في عام 2009، تم نشر نتائج البحوث من دراسات التتبع في قيرغيزستان وبيرو وأوكرانيا التي سعت إلى تحديد الآثار الصحية للصندوق العالمي على المستويين الوطني ودون الوطني.
على النقيض من الدراسات الطولية، يمكن أن توفر التحليلات المتعددة البلدان لمؤشر مبادرات الصحة العالمية «لقطة» لتأثيرات مبادرات الصحة العالمية ولكنها غالبًا ما تكون مقيدة بـ «الجداول الزمنية العدوانية». على سبيل المثال، أبلغ الاتحاد الأكاديمي لأقصى قدر من التآزر الإيجابي في عام 2009 عن تأثيرات الصندوق العالمي وخطة بيبفار على التحكم في الأمراض والأنظمة الصحية، بالاعتماد على بيانات من 20 دولة. تعتمد معظم تقييمات المؤشر العالمي للرعاية الصحية - داخليًا وخارجيًا - على هذا النوع من التحليل قصير المدى، ولا مناص من أنه غالبًا ما يكون هناك مفاضلة بين عمق واتساع التقارير.
تجميع البيانات من مصادر متعددة هو مورد لا يقدر بثمن لفهم آثار مبادرات الصحة العالمية. تشمل دراسات التوليف المبكر تجميعًا عام 2004 للنتائج المتعلقة بتأثيرات الصندوق العالمي في أربعة بلدان  قبل الباحثين في مدرسة لندن للصحة والطب الاستوائي، ودراسة عام 2005 من قبل شركة ماكينزي وشركاه  وتقييم المزايا النسبية للصندوق العالمي وبرامج البنك الدولي لمكافحة الإيدز.
تم نشر دراستين واسعتين في عام 2009: دراسة للتفاعلات بين مبادرة الصحة العالمية والأنظمة الصحية القطرية بتكليف من منظمة الصحة العالمية  ودراسة من قبل باحثين من مدرسة لندن للصحة والطب الاستوائي والكلية الملكية للجراحين في أيرلندا. استعرضت الدراسة الأخيرة - آثار المبادرات الصحية العالمية على النظم الصحية القطرية: مراجعة الأدلة من مكافحة فيروس نقص المناعة البشرية / الإيدز - الأدبيات حول آثار الصندوق العالمي وخطة البنك الدولي وخطة بيبفار على النظم الصحية القطرية فيما يتعلق: 1) السياسة الوطنية؛ 2) التنسيق والتخطيط؛ 3) مشاركة أصحاب المصلحة؛ 4) الصرف والقدرة الاستيعابية والإدارة؛ 5) المراقبة والتقييم. و 6) الموارد البشرية (الجدول 2).

## تقييمات (مبادرة الصحة العالمية)
في مقارنة بين أكبر ثلاث جهات مانحة في رعاية الجهود المبذولة للفوز في مكافحة الإيدز في إفريقيا، وجدت دراسة بحثية أن خطة الرئيس الطارئة للإغاثة من الإيدز تحقق أفضل أداء في تحويل الأموال وجمع البيانات؛ يتفوق الصندوق العالمي على أداء المبادرات البرامجية وتبادل البيانات؛ وخطة عمل البحر المتوسط تحقق أعلى أداء في التعاون مع الأنظمة الحكومية، وتعزيز النظم الصحية، والمساعدة في بناء قدرات المستفيدين المحليين. تم تقييم كل من المؤشرات الصحية الأربعة الملخصة على الأقل مرة واحدة منذ عام 2005، وأصدر الأربعة تقاريرهم السنوية الخاصة.

### خريطة البنك الدولي
كان الغرض الأساسي من مبادرة خطة عمل البحر المتوسط هو إدخال توسيع رئيسي للنهج متعدد القطاعات للاستجابة لأزمة فيروس نقص المناعة البشرية / الإيدز في أفريقيا جنوب الصحراء الكبرى من خلال إشراك العديد من أصحاب المصلحة بما في ذلك المنظمات المجتمعية والمنظمات غير الحكومية (المنظمات غير الحكومية) والوزارات التنفيذية وحكومات الولايات على أعلى المستويات. 
استعرضت دراسة شاملة لبرامج خطة عمل البحر المتوسط التي تم نشرها في عام 2007 ما إذا كان قد تم تنفيذ خطة عمل البحر المتوسط على النحو المصمم، ولكنها لم تقم بتقييم خطة عمل البحر المتوسط أو تقييم تأثيرها. بالإضافة إلى ذلك، كان هناك تقييمان يوفران رؤية إضافية مهمة حول فعالية برامج البنك الخاصة بفيروس نقص المناعة البشرية / الإيدز (على الرغم من عدم تركيز خطة عمل البحر المتوسط بشكل خاص). في عام 2005، أجرى البنك تقييما داخليا - الالتزام بالنتائج: تحسين فعالية المساعدة في مكافحة فيروس نقص المناعة البشرية / الإيدز - ووجد أن الاستراتيجيات الوطنية لمكافحة الإيدز لم تكن دائما ذات أولوية أو تكلفة.
ضعف الإشراف والمراقبة والتقييم؛ لم يشارك المجتمع المدني؛ وقد تم المبالغة في تقدير الالتزام والقدرات السياسية، وكانت آليات التعبئة السياسية ضعيفة؛ والبحوث والتحليلات المصرفية، في حين أنها تعتبر مفيدة، لم تصل إلى صانعي السياسات في أفريقيا. في عام 2009، وجد تقييم صارم لدعم الصحة والتغذية والسكان التابع للبنك - تحسين فعالية النتائج بالنسبة للفقراء في الصحة والتغذية والسكان - أن ثلث إقراض البنك الوطني الهادي لم يؤد بشكل جيد، وأنه في حين أن تحسن أداء استثمارات البنك في مؤسسة التمويل الدولية، وكانت المساءلة ضعيفة.

### الصندوق العالمي
على عكس العديد من الوكالات المنفذة، ليس للصندوق العالمي وجود في البلدان التي يدعمها؛ بل هي آلية مالية توفر التمويل للبلدان في شكل منح من خلال أمانة في جنيف على أساس تنافسي للمقترحات القطرية. يتم التركيز بشكل خاص على الاقتراحات التي توضح ملكية الدولة وكذلك تلك التي تلبي المعايير الأخرى القائمة على الأدلة، والأداء، والقائمة على الشمولية.
نشر تقييم شامل لمدة خمس سنوات للصندوق العالمي تقريرًا تجميعيًا في عام 2009 للنتائج من ثلاثة مجالات للدراسة. استندت مجموعة أبحاث التقييم التقني (TERG) التابعة للصندوق العالمي (5 سنوات) للصندوق العالمي إلى بيانات من 24 دولة لتقييم الفعالية والكفاءة التنظيمية للصندوق وبيئة الشراكة وتأثيره على الإيدز والسل والملاريا . وسلط التقييم الضوء على الانخفاض المحتمل في معدل الإصابة بفيروس نقص المناعة البشرية في بعض البلدان، والتوسع السريع في تمويل فيروس نقص المناعة البشرية / الإيدز، والوصول والتغطية، ولكنه حدد أيضًا الفجوات الرئيسية في دعم أنظمة المعلومات الصحية الوطنية، وسوء توافر الأدوية. 
على الرغم من أن المؤشرات الصحية العالمية كانت مفيدة في لفت الانتباه الوطني والدولي إلى قضايا الصحة العالمية الحاسمة، إلا أن المناقشات الحالية تشير إلى أنها يمكن أن تؤثر سلبًا على النظم الصحية في البلدان. على هذا النحو، عملت مبادرات الصحة العالمية الخاصة بالأمراض مثل GAVI لدمج تدابير تعزيز النظام الصحي في التنفيذ البرنامجي. ومع ذلك، يشكك النقاش العالمي الحالي في فعالية برامج تعزيز النظام الصحي التي تهدف إلى استهداف الحلول التقنية مع نتائج واضحة قابلة للقياس مقابل تلك التي تركز بشكل أوسع على دعم أنظمة الصحة الشاملة.
في عام 2008، أفاد تقييم لقاح GAVI ودعم التمنيع - تقييم أداء المرحلة 1 من GAVI - عن زيادة تغطية التهاب الكبد الوبائي النوع ب الجرعة الثالثة والمستمية النزلية النوع ب الجرعة الثالثة واللقاح الثلاثي البكتيري أو لقاح السعال الديكي والخناق والكزاز الجرعة الثالثة وزيادة التغطية في المناطق الريفية ولكن أيضًا نقص بيانات التكلفة المصنفة حسب اللقاح الذي منع GAVI من الدقة تقييم فعالية تكلفة برامجها ولقاحاتها واعتماد «غير واقعي» من قبل التحالف العالمي للقاحات والتحصين على السوق لتقليل تكلفة اللقاحات. في نفس العام، وجدت دراسة عن الاستدامة المالية لدعم لقاح GAVI - إدخال لقاحات جديدة في البلدان الأكثر فقراً: ما تعلمناه من تجربة GAVI - أنه على الرغم من أن تمويل GAVI يعادل 5 دولارات لكل طفل في البلدان النامية سنويًا خلال الفترة 2005-2010، كانت الحاجة إلى الموارد تتسارع بوتيرة أسرع من نمو التمويل.
نُشرت نتائج تقييمين لدعم التحالف العالمي للقاحات والتحصين لدعم النظم الصحية في عام 2009. وجد تقييم خارجي أجرته شراكة علوم الصحة والحياة  عدم كفاية الدعم الفني المقدم للدول التي تقدمت للحصول على منح GAVI ولجنة مراجعة مستقلة ضعيفة الأداء ونقاط ضعف في مراقبة GAVI لأنشطة المنح. ووجدت الدراسة أيضًا أن البلدان كانت تستخدم منح GAVI لإصلاحات تعزيز النظام الصحي قصيرة المدى «بدلاً من التيار» بدلاً من الإصلاح الهيكلي طويل المدى. أشادت دراسة أجراها جون سنو، بالخصائص المتعددة السنوات والمرنة والقائمة على البلد لتمويل منح GAVI تعزيز النظام الصحي وشجعت GAVI على مواصلة هذا الدعم. ولكنه وجد أيضًا ضعفًا في الرصد والتقييم لنشاط المنح، وانخفاض مشاركة المجتمع المدني في عملية وضع مقترحات أنظمة دعم الصحة، وإرشادات غير واضحة لكتابة المقترحات، واعتماد البلدان المفرط على شركاء التنمية الراسخين للمساعدة في تنفيذ إصلاح النظام الصحي.

### خطة الرئيس الطارئة لللإغاثة من الإيدز
دراسة كمية من جامعة ستانفورد في عام 2009 - خطة الرئيس الطارئة للإغاثة من الإيدز في أفريقيا: تقييم النتائج - حسبت انخفاضًا بنسبة 10.5٪ في معدل الوفيات في البلدان الـ 12 التي تركز عليها بيبفار، أي ما يعادل 1.2 مليون شخص تم إنقاذهم بتكلفة 2450 دولارًا في كل حالة وفاة تم تجنبها. في عام 2007، وجد تقييم لـ خطة الرئيس الطارئة للإغاثة من الاإيدز من قبل معهد الطب أن خطة الرئيس الطارئة للإغاثة من الإيدز قد أحرز تقدمًا كبيرًا في الوصول إلى أهدافه للوقاية والعلاج والرعاية ولكنه أفاد أيضًا أن مخصصات الميزانية «تحد من قدرة الفرق القطرية على تنسيق أنشطة خطة الرئيس الطارئة للإغاثة من الاإيدزز مع أنشطة الشريك الحكومة والمانحون الآخرون»، وأولويات خطة الرئيس الطارئة للإغاثة من الاإيدز (الامتناع عن ممارسة الجنس، كن أمينًا، وصحيًا ومتسقًا لاستخدام الواقي الذكري)«تفكك الاستمرارية الطبيعية للاحتياجات والخدمات، غالبًا بطرق لا تتوافق مع المعايير العالمية».
لقد أحدث برنامج بيبفار تأثيرا كبيرا في البلدان المتلقية له. وكان مستوى الاستعجال وحجم المبادرات التي قُدمت من خلال برنامج بيبفار متناسبا مع مستوى وباء فيروس نقص المناعة البشرية / الإيدز وقت التنفيذ. تشير المناقشات الحالية إلى أن المرحلة التالية من البرنامج تنظر في التركيز على تطوير المعرفة المحيطة ببرامج فيروس نقص المناعة البشرية / الإيدز.

## روابط خارجية
- تحالف GAVI
- الصندوق العالمي لمكافحة فيروس نقص المناعة البشرية / الإيدز
- خطة رئيس الولايات المتحدة للطوارئ للإغاثة من الإيدز
- برامج البنك الدولي لتمويل فيروس نقص المناعة البشرية / الإيدز
- الشبكة العالمية لمبادرات فيروس نقص المناعة البشرية / الإيدز